# Ростислав (князь Великой Моравии)
Ростислав (словац. Rastislav; умер после 870 года) — князь Великой Моравии из династии Моймировичей, правивший с 846 по 870 годы. Во время его правления в Великой Моравии миссионерствовали Кирилл и Мефодий. Чехословацкая православная церковь причислила его в 1994 году к лику святых.

## Биография

### Первые годы княжения
Ростислав был племянником Моймира I. В 846 году королю Восточно-Франкского королевства Людовику II Немецкому удалось посадить его на престол в качестве наследника Моймира. Людовик считал Ростислава своим вассалом и исходил из того, что последний будет представлять интересы Восточно-Франкского королевства в Центральной Европе. В то время как Людовик был занят борьбой против своих родственников, Ростислав расширял и укреплял своё государство. По его инициативе были сооружены крепости, заключены союзы с Болгарским царством и Византийской империей.
Начиная с 850 года Ростислав порвал тесные отношения с Восточно-Франкским королевством и предоставил убежище противникам Людовика II Немецкого. Среди них были высокопоставленные сановники короля, а также, временно, его сыновья Карломан и Людовик. Ростислав изгнал из Великой Моравии баварских священников и присоединил к своему государству земли между Дунаем и Дие (по некоторым источникам, это произошло, однако, уже в 791 году).
В 855 году в Великую Моравию вторглось войско Людовика II Немецкого и двинулось в сторону крепости Ростислава, наиболее вероятно в сегодняшнем пригороде Братиславы Девине. Около неё моравцы предприняли успешное нападение на рать Людовика II. Моравцы преследовали франков до Дуная и разорили пограничные земли Баварии. В 858 году Ростислав заключил союз с сыном Людовика Карломаном. За это он получил земли в сегодняшней Венгрии (вокруг Пилишвёрёшвара), которые он присоединил к Великой Моравии. В 861 году поддержанное Ростиславом войско Карломана воевало с Людовиком II и его союзником Прибиной, который в этой борьбе погиб. После этого правителем Блатенского княжества стал сын Прибины, перешедший на сторону Ростислава.

### Миссионерская деятельность Кирилла и Мефодия
Людовик II Немецкий продолжал угрожать Великой Моравии, заключив союз с болгарами. Ростислав отправил послов в Рим с просьбой к папе римскому выслать учителей для обучения собственных священников. Этим Ростислав надеялся ослабить влияние Восточно-Франкского королевства в Великой Моравии. Однако Папа не принял послов Ростислава. В 861 и 862 годах Ростислав отправил новых послов, на сей раз в Византию к императору Михаилу III, прося об учителях, священниках или епископе, которые бы заложили в его государстве основу собственного церковного управления. Михаил III удовлетворил просьбу Ростислава и послал к моравам Кирилла и Мефодия. Их миссионерская деятельность имела основополагающее значение для культурного развития не только Великой Моравии, но и всей Восточной Европы. В Моравии Кирилл и Мефодий, обнаружив отсутствие у местных жителей собственной письменности, изобрели глаголицу. Они переводили церковные книги с греческого на славянский язык, обучали славян чтению, письму и ведению богослужения на славянском языке.
В 864 году Людовик II Немецкий вновь вторгся в Великую Моравию и окружил Ростислава в крепости Девин. Ростислав был вынужден подчиниться Восточно-Франкскому королевству и допустить возвращение восточно-франкских священников. Однако годом позже Ростислав вновь восстал против Людовика и миссия Кирилла и Мефодия продолжилась. Братья пробыли в Моравии более трёх лет, после чего их вызвали в Рим, где многие считали богослужение на национальных языках «варварских» народов Европы святотатством. Однако Папа в конце концов поддержал их миссию. В 868 году Мефодий и три его ученика Горазд, Климент и Наум были возведены Папой в священнический сан. В Риме святой Кирилл умер, а Мефодий впоследствии вернулся в Моравию, чтобы продолжить преподавание в Великоморавской академии.
После очередного, в этот раз безуспешного, нападения восточных франков Ростислав передал Нитранское княжество своему племяннику Святополку. Практически дело дошло до разделения Великой Моравии на две части. Как Ростислав, так и Святополк были вынуждены обороняться от новых вторжений Людовика Немецкого, который в 869 году вновь дошёл до крепости Ростислава и вновь не смог её взять.
Примерно в то же время папа римский назначил вернувшегося в Великую Моравию Мефодия архиепископом Паннонии и Великой Моравии, освободив его от церковной зависимости от баварского епископства. В Великой Моравии возникло первое славянское архиепископство во главе с Мефодием.

### Конец княжения
В 870 году Святополк заключил союз с Восточно-Франкским королевством и признал его верховенство над Нитрянским княжеством. Ростислав отреагировал неудавшейся попыткой убить своего племянника. В ответ Святополку удалось взять Ростислава в плен и впоследствии передать его восточным франкам. Ростислав был осуждён и приговорён к ослеплению. Вместе с Мефодием, который весной 870 года по пути из Рима в Великую Моравию был захвачен по приказу баварских епископов, его содержали в баварских монастырях, где он впоследствии умер. После смерти Ростислава в Великой Моравии началась борьба за власть. Претензии на престол выдвинул Святополк, который в итоге победил кандидатов Людовика II Немецкого, маркграфов Восточной марки Вильгельма II и Энгельшалька I.